# Probarbus labeaminor
Probarbus labeaminor és una espècie de peix cipriniforme de la família dels ciprínids.

## Morfologia
- Els mascles poden assolir 150 cm de longitud total.
- Nombre de vèrtebres: 36-37.[1][2]

## Alimentació
Menja organismes bentònics i larves d'insectes.

## Hàbitat
És un peix d'aigua dolça i de clima tropical.

## Distribució geogràfica
Es troba a Àsia: és una espècie de peix endèmica del riu Mekong.